# Cyclothone pallida
Cyclothone pallida är en fiskart som beskrevs av Brauer 1902. Cyclothone pallida ingår i släktet Cyclothone och familjen Gonostomatidae. Inga underarter finns listade i Catalogue of Life.